# Goti
Goti (gotski: 𐌲𐌿𐍄𐌰𐌽𐍃, latinično: Gutans) su germansko pleme, koje potiče iz Skandinavije, točnije iz Götalanda. Nakon seobe na jug uspostavili su kraljevstvo na području skitske zemlje (današnja Ukrajina i Bjelorusija). Ulijevali su veliki strah protivnicima svojim običajima žrtvovanja zarobljenika svom bogu rata.

## Podjela Gota
Napali su teritorij Rimskog Carstva prvi put 238. godine. Godine 267. započeli su prvu veliku barbarsku invaziju Rimskog Carstva. Čitave provincije su skoro opustošene: Makedonija, Pont, Azija. Godinu dana kasnije 268. godine pretrpili su veliki poraz u bitci kod Niša i odbačeni su preko Dunava. Jedna grupa Gota je uspostavila nezavisno kraljevstvo u Dakiji, koju je car Aurelijan prepustio barbarima. To su Zapadni Goti zvani Vizigoti. Druga grupa Gota (Istočni Goti zvani Ostrogoti) uspostavlja kraljevstvo duž Crnog mora. Tako su u 3. stoljeću podjeljeni na dvije grupe:
- Istočni Goti zvani Ostrogoti
- Zapadni Goti zvani Vizigoti

Ostrogoti su time ostali u starom kraljevstvu, a Vizigoti se preselili na područje Dakije, gdje uspostavljaju kraljevstvo.

## Hunski vazali i razdoblje uspona
Postali su hunski vazali u 4. stoljeću. Ta vlast je okončana do 450. godine.
Od 455. do 489. godine Ostrogoti su živjeli u balkanskim provincijama, da bi potom, pod vodstvom Teodorika, krenuli u Italiju. Tamo su osnovali svoje kraljevstvo.
Što se Vizigota tiče, Huni su ih protjerali preko Dunava 376. godine i oni su 9. kolovoza 378. godine u bitci kod Hadrijanopola pobijedili Rimljane i ubili cara Valensa. Zatim su Vizigoti živeli u Donjoj Meziji, da bi 395. godine, pod vođstvom Alarika, opljačkali Grčku, zatim prešli u Italiju i 410. godine osvojili Rim. Prešli su potom u Galiju i Španjolsku i oko 418. godine naselili su se između Garone i Loire, s glavnim gradom Toulouseom. 475. Vizigoti su proglasili nezavisno kraljevstvo. Poslije poraza koji su pretrpjeli od Franaka koje je predvodio Klodovik, 507. godine, Vizigoti su morali napustiti Galiju. Ostala im je Španjolska kojom su vladali dok njihovu državu nisu uništili Arapi 711. godine.
Ostrogoti i Vizigoti su bili ujedinjeni u 6. stoljeću pod vodstvom ostrogotskog kralja Teodorika Velikog, junaka germanske epske poezije, jedne od glavnih ličnosti Europe nakon hunskog rasula.